# Nia (album)
Nia è il primo album in studio del gruppo hip hop statunitense Blackalicious, pubblicato nel 1999 in Europa e nel 2000 negli Stati Uniti.

## Tracce
1. Searching (featuring Erinn Anova) – 1:48
2. The Fabulous Ones – 2:59
3. Do This My Way (featuring Lyrics Born) – 4:48
4. Deception – 5:10
5. A to G – 2:23
6. Cliff Hanger – 6:20
7. Shallow Days – 4:19
8. Ego Trip by Nikki Giovanni (featuring Nikki Giovanni & Erinn Anova) – 1:43
9. You Didn't Know That Though – 4:34
10. If I May (featuring Erinn Anova & Lateef) – 3:45
11. Dream Seasons – 4:49
12. Trouble (Eve of Destruction) – 4:28
13. Smithzonian Institute of Rhyme (featuring Lateef) – 4:24
14. As the World Turns (featuring Erinn Anova) – 5:40
15. Reanimation – 3:38
16. Beyonder – 4:05
17. Making Progress – 3:10
18. Sleep – 3:53
19. Finding (featuring Erinn Anova) – 1:53